# Matrimony
Pour plus de détails, voir Fiche technique et Distribution.
Matrimony est un film américain réalisé par Scott Sidney, sorti en 1915.

## Fiche technique
- Titre : Matrimony
- Réalisation : Scott Sidney
- Scénario : C. Gardner Sullivan
- Photographie : Devereaux Jennings
- Producteur : Thomas H. Ince
- Société de production : Kay-Bee Pictures
- Pays d'origine : États-Unis
- Format : Noir et blanc - 1,33:1 - Film muet
- Genre : court métrage, drame
- Durée : 20 minutes
- Date de sortie : 1915

## Distribution
- Julia Dean : Diana Rossmore
- Howard C. Hickman : Weston Rossmore
- Thelma Salter (it) : Viola
- Louise Glaum : Thelma Iverson
- Betty Burbridge : Antoinette
- John Gilbert (non crédité)